# Михайлов, Вячеслав Александрович
Вячесла́в Алекса́ндрович Миха́йлов (род. 13 апреля 1938, Дубовка, Сталинградская область) — советский и российский историк, кадровый работник партаппарата КПСС; специалист по истории КПСС; в постсоветское время специалист по проблематике национальных и федеративных отношений, доктор исторических наук, профессор. Заслуженный деятель науки Российской Федерации (1999). Лауреат Премии Президента Российской Федерации (2017).

## Биография
Окончил Львовский государственный университет (1961) и аспирантуру там же по кафедре истории КПСС (1966—1969, научный руководитель — профессор А. С. Зашкильняк).
В 1969—1972 годах — заместитель секретаря парткома Львовского университета, в 1972 году работал старшим преподавателем кафедры истории КПСС Львовского университета. В 1970 году защитил кандидатскую диссертацию в Львовском университете по теме: «Деятельность партийных организаций западных областей Украины по интернациональному воспитанию населения».
С 1972 года на партработе: заведующий отделом пропаганды и агитации Львовского обкома Компартии Украины (первым секретарём обкома с 1973 года был Виктор Добрик), в 1978—1984 годах — инструктор отдела пропаганды ЦК КПСС, в 1984—1987 годах — секретарь Луганского обкома Компартии Украины.
В 1983 году без отрыва от работы в ЦК КПСС защитил диссертацию в АОН при ЦК КПСС по специальности ВАК 07.00.01 «История КПСС» на тему: «Деятельность КПСС по формированию и углублению интернационалистского сознания трудящихся западных областей Украины (1939—1981 гг.)»
С 1987 года — заведующий сектором теории наций и национальных отношений Института марксизма-ленинизма при ЦК КПСС.
В 1987—1991 годах — сотрудник аппарата ЦК КПСС, заведующий отделом ЦК КПСС по межнациональным отношениям.
В 1992 году — заместитель председателя Исполкома Движения демократических реформ (председателем исполкома был Игорь Смирнов). Представлял интересы КПСС во время слушания дела в Конституционном суде.
В 1992—1993 годах — профессор кафедры политологии МГИМО МИД РФ.
С 1993 года на работе в Министерстве по делам национальностей РФ, в 1995—2000 годах — министр РФ по делам национальностей и федеративным отношениям.
С мая 1998 года по май 1999 года — первый заместитель Секретаря Совета безопасности РФ.
С 1998 года — заведующий кафедрой национальных, федеративных и международных отношений РАГС при Президенте Российской Федерации.

## Награды
- Орден «За заслуги перед Отечеством» IV степени (11 апреля 2008 года) — за большой вклад в отечественную науку и подготовку квалифицированных специалистов для государственной и муниципальной службы[3].
- Орден Трудового Красного Знамени.
- Орден «Знак Почёта».
- Знак отличия «За безупречную службу» XХV лет (13 октября 1998 года) — за многолетнюю, плодотворную и безупречную государственную службу[4].
- Заслуженный деятель науки Российской Федерации (15 марта 1999 года) — за заслуги в научной деятельности[5].
- Премия Президента Российской Федерации за вклад в укрепление единства российской нации 2017 года (4 ноября 2017 года)[6].
- Почётная грамота Президента Российской Федерации (4 мая 2018 года) — за заслуги в научной и педагогической деятельности, подготовке квалифицированных специалистов[7].
- Благодарность Президента Российской Федерации (25 ноября 2013 года) — за достигнутые трудовые успехи, многолетнюю добросовестную работу и активную общественную деятельность[8].
- Благодарность Президента Российской Федерации (13 апреля 2003 года) — за заслуги  в научной деятельности и подготовке высококвалифицированных специалистов[9].
- Благодарность Президента Российской Федерации (17 июля 1996 года) — за активное участие в организации и проведении выборной кампании Президента Российской Федерации в 1996 году[10].